# (38657) 2000 OO46
2000 OO46 (asteroide 38657) é um asteroide da cintura principal. Possui uma excentricidade de 0.23521200 e uma inclinação de 4.62599º.
Este asteroide foi descoberto no dia 31 de julho de 2000 por LINEAR em Socorro.